# Демидов, Александр Павлович

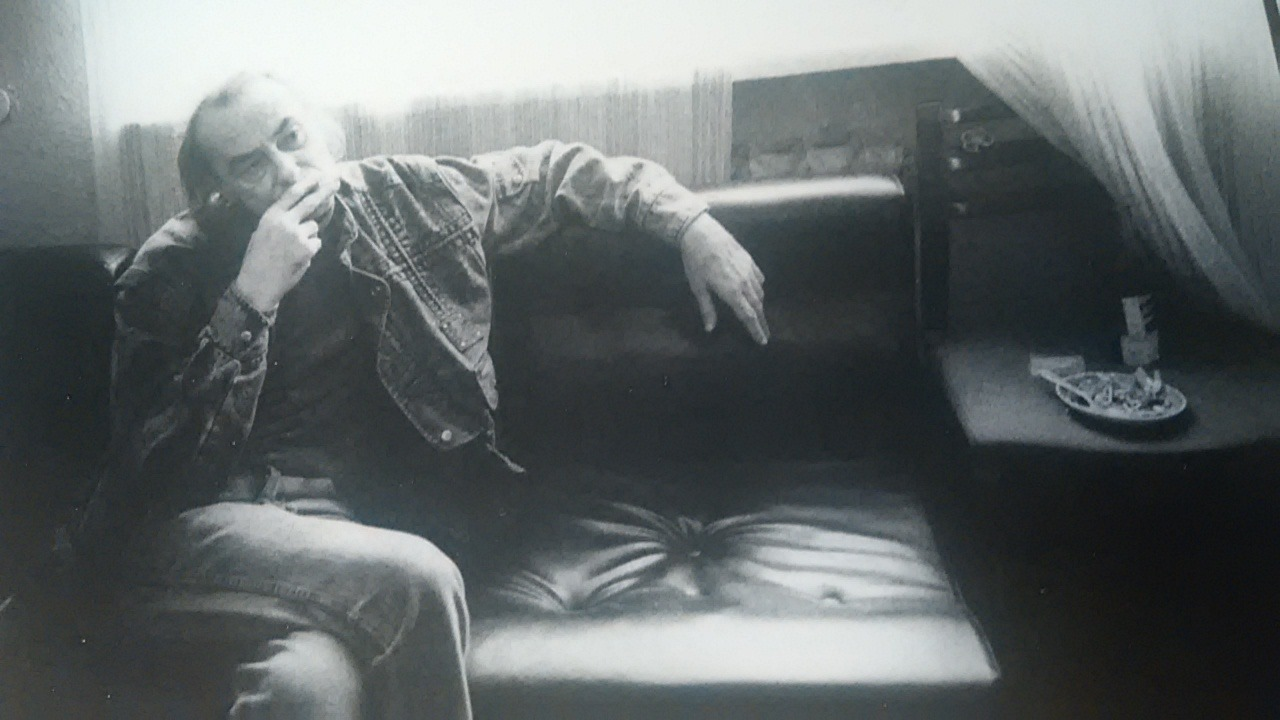

Алекса́ндр Па́влович Деми́дов (30 мая 1944, Баку — 30 апреля 1990, Москва) — советский балетовед и театральный критик, режиссёр.

## Биография
В 1967 году окончил театроведческий факультет ГИТИСа. С 1968 года — литературный редактор, в 1973—1983 — заведующий отделом критики журнала «Театр». После ухода из этого издания продолжал публиковать критические статьи в журналах «Музыкальная жизнь» и «Театральная жизнь».
Совместно с Тийтом Хярмом написал либретто балета «Исповедь» по роману «Исповедь сына века» Альфреда Мюссе на музыку Эдисона Денисова. Балет был поставлен Тийтом Хярмом в 1984 году в Театре оперы и балета «Эстония».
В 1978 году организовал Студию при журнале «Театр», где поставил спектакли «Ромео и Юлия» У. Шекспира, «Смерть Тентажиля» и «Аглавена и Селизетта» М. Метерлинка, «Прихоти Марианы» (French: Lorenzaccio, Les Caprices de Marianne) Альфреда Мюссе, впоследствии студию пластической драмы (Эротический театр Александра Демидова)».
Умер 30 апреля 1990 года в возрасте 45 лет от цирроза печени. Похоронен 5 мая 1990 года на Митинском кладбище.

## Личная жизнь
- Первая жена — Плеханова Нина Петровна, журналист
- Вторая жена — Ольга Жулина, актриса, кинорежиссёр, сценарист и кинопродюсер.
- Третья жена — Анна Быстрова, актриса.

## Сочинения

### Книги
- Alexander Demidov. The Russian ballet: past and present. — М.: Novosti Press Agency Pub. House, 1977. — 245 с.
- Демидов А. Лебединое озеро. — М.: Искусство, 1985. — 368 с. — (Шедевры балета). — 25 000 экз.
- Alexander Demidov. Bolshoi Ballerina: Natalia Bessmertnova. — London: MacDonald, 1986. — С. 64.
- Демидов А. Юрий Григорович. — М.: Планета, 1987. — 272 с. — 25 000 экз.
- Демидов А. Золотой век Юрия Григоровича. — М.: Алгоритм, Эксмо, 2007. — 432 с. — 3000 экз. — ISBN 5-699-19631-5.
- Демидов А. Большой Театр под звездой Григоровича. — М.: Алгоритм, Эксмо, 2011. — 400 с. — 3000 экз. — ISBN 978-5-699-53702-0.

### Статьи

#### 1960-е годы
- Демидов А. «Птицы» // Советская культура : газета. — М., 1965. — № 5 октября.
- Демидов А. Театр говорит о главном // Советская культура : газета. — М., 1966. — № 23 августа.
- Демидов А. В Москве летом 1966… // Театр : журнал. — М., 1966. — № 11.
- Демидов А. Ноты времени // Советская культура : газета. — М., 1967. — № 16 февраля.
- Демидов А. Бортников играет Бортникова // Театр : журнал. — М., 1967. — № 2.
- Демидов А. В жанре миниатюры // Театр : журнал. — М., 1967. — № 3.
- Демидов А. Геннадий Крынкин — Момыш-Улы // Театр : журнал. — М., 1967. — № 6.
- Демидов А. Развивая открытия прошлого // Советская культура : газета. — М., 1967. — № 74.
- Демидов А. Встреча с Нифонтовой // Театр : журнал. — М., 1967. — № 9.
- Демидов А. Молодому поколению // Советская культура : газета. — М., 1967. — № 7 декабря.
- Демидов А. Широта размаха, мастерство // Советская культура : газета. — М., 1967. — № 14 декабря.
- Демидов А. Театр Никиты Долгушина // Советская культура : газета. — М., 1967. — № 30 декабря.
- Демидов А. Встреча с Тийу Рандвир // Театр : журнал. — М., 1968. — № 1.
- Демидов А. Юрий Владимиров // Советская музыка : журнал. — М., 1968. — № 1.
- Демидов А. Чего нет в пьесе… // Советская культура : газета. — М., 1968. — № 12 марта.
- Демидов А. Молодёжь выходит на большую сцену // Советская культура : газета. — М., 1968. — № 2 апреля.
- Демидов А. «Видение розы» сегодня? // Театр : журнал. — М., 1968. — № 4.
- Демидов А. Поэма о герое. Второе рождение балета «Спартак» // Комсомольская правда : газета. — М., 1968. — № 17 мая.
- Демидов А. Наталия Бессмертнова // Советская музыка : журнал. — М., 1968. — № 5.
- Демидов А. Спор об оперетте в оперетте // Театр : журнал. — М., 1968. — № 9.
- Демидов А. Т. Уильямс. «Несъедобный ужин» // Театр : журнал. — М., 1968. — № 11.
- Демидов А. Мыслить и страдать... «Элегия» в ЦТСА // Советская культура : газета. — М., 1968. — № 12 декабря.
- Демидов А. Чуть-чуть иная… // Советская музыка : журнал. — М., 1968. — № 12.
- Демидов А. Балет Евгения Умнова // Театр : журнал. — М., 1969. — № 1.
- Демидов А. Екатерина Максимова // Театр : журнал. — М., 1969. — № 1.
- Демидов А. Право на роль // Комсомольская правда : газета. — М., 1969. — № 26 февраля.
- Демидов А. В мире хореографа // Театр : журнал. — М., 1969. — № 2.
- Демидов А. Спорный спектакль // Советская музыка : журнал. — М., 1969. — № 6.
- Демидов А. Танец Михаила Барышникова // Вечерний Ленинград : газета. — Л., 1969. — № 1 июля.
- Демидов А. Что за театр в Кировограде? // Театр : журнал. — М., 1969. — № 7.
- Демидов А. Артистизм Эдуарда Стрельцова // Театр : журнал. — М., 1969. — № 8.
- Демидов А. Когда актёры умеют всё (Вступление в профессию) // Театр : журнал. — М., 1969. — № 10.

#### 1970-е годы
- Демидов А. Смело, дерзко, серьёзно // Советская культура : газета. — М., 1970. — № 1 января.
- Демидов А. Возвращение. «Лебединое озеро» в постановке Ю. Григоровича // Советская культура : газета. — М., 1968. — № 12 марта.
- Демидов А. Кукольный дом // Театр : журнал. — М., 1970. — № 3.
- Демидов А. Лирика, театральность, героика // Театр : журнал. — М., 1970. — № 7.
- Демидов А. Ленинградское хореографическое училище имени А. Я. Вагановой (Вступление в профессию) // Театр : журнал. — М., 1970. — № 11.
- Демидов А. На зелёных сценах Мексики (Спорт как искусство) // Театр : журнал. — М., 1970. — № 12.
- Демидов А. Строгость вкуса // Комсомольская правда : газета. — М., 1971. — № 21 января.
- Гришина Е., Демидов А. Границы возможностей // Театр : журнал. — М., 1971. — № 1.
- Демидов А. Звезда балета // Комсомольская правда : газета. — М., 1971. — № 11 февраля.
- Демидов А. Выбор невесты // Театр : журнал. — М., 1971. — № 5.
- Демидов А. Михаил Лавровский // Театр : журнал. — М., 1971. — № 7.
- Демидов А. Сотворение человека // Комсомольская правда : газета. — М., 1971. — № 20 августа.
- Демидов А. Были и сказка балета // Смена : журнал. — М., 1971. — № 8.
- Демидов А. «Тоот, другие и майор» // Театр : журнал. — М., 1971. — № 9.
- Демидов А. И вот — «Ревизор»: Гастроли Софийского государственного театра сатиры // Советская культура : газета. — М., 1971. — № 7 декабря.
- Демидов А. Импровизации Леонида Якобсона // Театр : журнал. — М., 1971. — № 12.
- Демидов А. Грани конфликта. «Валентин и Валентина» М. Рощина на сценах «Современник» и БДТ // Советская культура : газета. — М., 1972. — № 5 февраля.
- Демидов А. «Выбор» // Театр : журнал. — М., 1972. — № 2.
- Демидов А. Нидерландский балет // Театр : журнал. — М., 1972. — № 3.
- Демидов А. Возле «Золотых ворот» // Театр : журнал. — М., 1972. — № 4.
- Демидов А. Карнавальная ночь // Театр : журнал. — М., 1972. — № 9.
- Демидов А. «Не столь различны меж собой...»: Полемические заметки о творчестве Михаила Барышникова и Никиты Долгушина // Аврора : журнал. — Л., 1972. — № 10.
- Демидов А. «Алиса в Зазеркалье» // Театр : журнал. — М., 1972. — № 10.
- Демидов А. Поиски современной темы // Театр : журнал. — М., 1972. — № 12.
- Демидов А. «Два анекдота» // Театр : журнал. — М., 1973. — № 1.
- Демидов А. Орфей в аду // Театр : журнал. — М., 1973. — № 2.
- Демидов А. Старая-старая сказка // Комсомольская правда : газета. — М., 1973. — № 7 сентября.
- Демидов А. Возвращение к «Сильфиде» // Театр : журнал. — М., 1973. — № 9.
- Демидов А. Ситуация? // Театр : журнал. — М., 1973. — № 11.
- Демидов А. Страницы романа «Балалайкин и К» на сцене «Современника» // Советская культура : газета. — М., 1973. — № 28 декабря.
- Демидов А. Б. В. Алперсу — 80 лет // Театр : журнал. — М., 1974. — № 3.
- Демидов А. Заметки о драматургии Вампилова (Проблемы драматургии) // Театр : журнал. — М., 1974. — № 3.
- Демидов А. Воспевая человека творческого порыва // Советская культура : газета. — М., 1974. — № 18 июня.
- Демидов А. «Погода на завтра» в «Современнике»: Разговор за «круглым столом» // Театр : журнал. — М., 1974. — № 7.
- Демидов А. О старых стенах и деловых людях (Проблемы драматургии) // Театр : журнал. — М., 1974. — № 11.
- Демидов А. ... Комедия? Комедия!: Разговор за «круглым столом» // Театр : журнал. — М., 1974. — № 12.
- Демидов А. Большая прогулка // Театр : журнал. — М., 1975. — № 2.
- Демидов А. Юлия Борисова // Театр : журнал. — М., 1975. — № 3.
- Демидов А. «Иван Грозный» в ГАБТе // Московский комсомолец : газета. — М., 1975. — № 8 апреля.
- Демидов А. «В тревоге мирской суеты...» // Театр : журнал. — М., 1975. — № 8.
- Демидов А. Верность (о балете «Иван Грозный») // Театр : журнал. — М., 1975. — № 10.
- Демидов А. Человек из Афин // Театр : журнал. — М., 1975. — № 11.
- Демидов А. О творчестве А. Вампилова // Александр Вампилов. Избранное. — М.: Искусство, 1975. — С. 461—492. — 512 с. — 10 000 экз.
- Демидов А. Как молоды мы были // Театр : журнал. — М., 1976. — № 1.
- Демидов А. Каскад радости и веселья // Баку : газета. — Баку, 1976. — № 24 февраля.
- Демидов А. Час торжества // Театр : журнал. — М., 1976. — № 3.
- Демидов А. Высокая волна «Ангары»: Большой театр, двухсотая весна // Комсомольская правда : газета. — М., 1976. — № 8 мая.
- Демидов А. «Ангара» на сцене Большого театра // Красноярский рабочий : газета. — Красноярск, 1976. — № 18 июня.
- Демидов А. «... Покуда сердце бьётся» // Театр : журнал. — М., 1976. — № 9.
- Демидов А. Юрий Николаевич Григорович // Книга-сборник «Мастера Большого театра». — М.: Советский композитор, 1976. — С. 646—659. — 696 с. — 15 000 экз.
- Демидов А. Герои и героини. Ю. Григорович. Эскизы портрета // Театр : журнал. — М., 1977. — № 1.
- Демидов А. Его балет — театр // Московский комсомолец : газета. — М., 1977. — № 11 января.
- Демидов А. На сцене — молодость // Коммунар : журнал. — 1978. — № 4.
- Демидов А. Тийт Хярм // Театр : журнал. — М., 1978. — № 4.
- Демидов А. Сберечь волшебство танца: Заметки о творчестве молодых хореографов // Комсомольская правда : газета. — М., 1978. — № 4 августа.
- Демидов А. Старинные клоунады Алексея Левинского // Театр : журнал. — М., 1978. — № 9.
- Демидов А. Театр молодых балетмейстеров // Правда : газета. — М., 1978. — № 3 декабря.
- Демидов А. Футбол старых лет // Театр : журнал. — М., 1978. — № 12.
- Демидов А. Единство и соразмерность // Неделя : газета. — М., 1979. — № 30.

#### 1980-е годы
- Демидов А. Любовь артиста: К 100-летию со дня первой постановки оперы П. И. Чайковского «Евгений Онегин» // Театр : журнал. — М., 1980. — № 2.
- Демидов А. Julia // Театр : журнал. — М., 1980. — № 5.
- Демидов А. Цена любви и смерти // Театр : журнал. — М., 1980. — № 6.
- Демидов А. Театр — её любовь и страсть // Советская культура : газета. — М., 1980. — № 4 июля.
- Демидов А. Минувшее // Театр : журнал. — М., 1981. — № 7.
- Демидов А., Борисов В. «Всего и дела, что вглядеться...» // Театр : журнал. — М., 1982. — № 3.
- Демидов А. Послесловие к одному вечеру // Советский балет : журнал. — М., 1982. — № 4.
- Демидов А. Алла Пугачёва: Творческий портрет // Театральная жизнь : журнал. — М., 1982. — № 21.
- Демидов А. Русская увертюра // Театр : журнал. — М., 1982. — № 11.
- Демидов А. Молодость // Театр : журнал. — М., 1983. — № 1.
- Демидов А. От первого лица // Современная драматургия : журнал. — М., 1983. — № 4.
- Демидов А. Субъективные размышления // Театр : журнал. — М., 1983. — № 10.
- Демидов А. Охота принца Дезире, или История «Спящей красавицы» // Музыкальная жизнь : журнал. — М., 1983. — № 11.
- Демидов А. Служение или служба? // Театральная жизнь : журнал. — М., 1983. — № 16.
- Демидов А. Встречи в юбилейном году: Заметки о балетных спектаклях Ленинградского театра оперы и балета им. С. М. Кирова // Музыкальная жизнь : журнал. — М., 1983. — № 16.
- Демидов А. Поэтический реализм балета: К проблеме воплощения современности // Музыкальная жизнь : журнал. — М., 1983. — № 17.
- Демидов А. Татьяна Доронина // Театральная жизнь : журнал. — М., 1983. — № 18.
- Демидов А. Колючие размышления // Театральная жизнь : журнал. — М., 1984. — № 5.
- Демидов А. Размышления о профессии // Театральная жизнь : журнал. — М., 1984. — № 15.
- Демидов А. Поэтика театра Григоровича // Советский балет : журнал. — М., 1984. — № 3.
- Демидов А. Время покажет // Театральная жизнь : журнал. — М., 1984. — № 19.
- Демидов А. Две новые роли Татьяны Дорониной // Театральная жизнь : журнал. — М., 1984. — № 20.
- Демидов А. Петипа: XX век // Театральная жизнь : журнал. — М., 1984. — № 22.
- Демидов А. Петипа и Сервантес // Музыкальная жизнь : журнал. — М., 1984. — № 24.
- Демидов А. Какое лицо у Гамлета? // Советская культура : газета. — М., 1985. — № 14 февраля.
- Демидов А. Новелла о Карлотте Гризи // Музыкальная жизнь : журнал. — М., 1985. — № 11.
- Демидов А. Почему я не буду ставить «Скамейку» // Театральная жизнь : журнал. — М., 1985. — № 17.
- Демидов А. Стремление к мечте // Музыкальная жизнь : журнал. — М., 1985. — № 20.
- Демидов А. Семейство Нонанкуров в «Эрмитаже» // Театральная жизнь : журнал. — М., 1986. — № 1.
- Демидов А. Что и как называть // Театральная жизнь : журнал. — М., 1986. — № 2.
- Демидов А. Васюченко Юрий Валентинович // Советский артист : газета. — М., 1986. — № 10 января.
- Демидов А. Каким было «Лебединое озеро» // Музыкальная жизнь : журнал. — М., 1986. — № 4.
- Демидов А. Проблемы Бориса Голубовского: Достоинство мастерства // Театральная жизнь : журнал. — М., 1986. — № 7.
- Демидов А. Актёр балетного театра // Театральная жизнь : журнал. — М., 1986. — № 13.
- Демидов А. Душой исполненный полет // Музыкальная жизнь : журнал. — М., 1986. — № 13.
- Демидов А. Наталия — значит природная // Театральная жизнь : журнал. — М., 1986. — № 23.
- Демидов А. Данила и Мастер: К 30-летию первой постановки балета «Каменный цветок» // Театральная жизнь : журнал. — М., 1987. — № 4.
- Демидов А. Поэтика театра Григоровича // Культура и жизнь : журнал. — М., 1987. — № 7.
- Демидов А. С. Прокофьев и его балет «Каменный цветок» // Каменный цветок. — М.: ГАБТ, 1990. — С. 3—7.